# Adieu Broadway
Pour les articles homonymes, voir Tin Pan Alley (homonymie).
Pour plus de détails, voir Fiche technique et Distribution.
Adieu Broadway (Tin Pan Alley) est un film musical américain en noir et blanc réalisé par Walter Lang, sorti en 1940.
Le titre original « Tin Pan Alley » (qui signifie « l'allée des casseroles en métal »), est le nom que l'on donne à la 28e Rue ouest de New York, un lieu où les éditeurs musicaux se sont regroupés à partir de 1885 et au tournant du siècle. 

## Synopsis
Deux sœurs, Katie et Lily Blaine, forme un duo chantant qui se produit dans des spectacles de variétés. Les auteurs-compositeurs Skeets Harrigan et Harry Calhoun voient le grand potentiel des sœurs. Ils créent des chansons pour elles, et ils deviennent célèbres. C'est alors qu'éclate la Première Guerre mondiale.

## Fiche technique
- Titre : Adieu Broadway
- Titre original : Tin Pan Alley
- Réalisateur : Walter Lang
- Scénario : Robert Ellis et Helen Logan, d'après l'histoire Life is a Song de Pamela Harris
- Direction musicale : Alfred Newman
- Musique : Thomas J. Gray
- Chansons : Billy Baskette et Fletcher Henderson
- Chorégraphie : Seymour Felix et Al Siegel
- Directeur de la photographie : Leon Shamroy
- Montage : Walter Thompson
- Direction artistique : Richard Day et Joseph C. Wright
- Décors : Thomas Little
- Costumes : Travis Banton et Sam Benson
- Producteur : Kenneth Macgowan
- Société de production : Twentieth Century Fox
- Pays de production :  États-Unis
- Langue originale : anglais américain
- Format : noir et blanc — 35 mm — 1,37:1 — son : mono (Western Electric Mirrophonic Recording)
- Durée : 94 minutes
- Genre : comédie dramatique, comédie romantique et film musical
- Dates de sortie :
  - États-Unis : 29 novembre 1940
  - France : 12 décembre 1941

## Distribution
- Alice Faye : Katie Blane
- Betty Grable : Lily Blane
- Jack Oakie : Harry Aloysius Calhoun
- John Payne : Francis Aloysius 'Skeets' Harrigan
- Allen Jenkins : Casey
- Esther Ralston : Nora Bayes
- Fayard Nicholas : danseur
- Harold Nicholas : danseur
- Ben Carter : l'homme noir
- John Loder : capitaine Reginald 'Reggie' Carstair
- Elisha Cook Jr. : Joe Codd, compositeur
- Billy Gilbert : le cheik d'Arabie
- Billy Bevan : le portier
- Lionel Pape : Lord Stanley

## Récompenses et distinctions
Alfred Newman a reçu pour ce film l'Oscar de la meilleure musique de film à la 13e cérémonie des Oscars (1941), le deuxième de ses neuf Oscars.